# 罗马革命
《罗马革命》是英国历史学家和古典學家，卡姆登古代史教授罗纳德·塞姆的著作，描述了罗马共和国末期和罗马帝国的早期历史，1939年由牛津大學出版社出版，后多次出版重印并被翻译为多种语言。